# Annette Geiger
Annette Geiger (* 1968) ist eine deutsche Kunstwissenschaftlerin und Hochschullehrerin.
Annette Geiger studierte Kunst-, Kultur- und Kommunikationswissenschaften in Berlin, Grenoble und Paris. Ihre Promotion schloss sie 2001 an der Universität Stuttgart ab. Ab da unterrichtete sie Design- und Kulturgeschichte an der Privathochschule Institut supérieur des arts appliqués Paris, der Universität der Künste Berlin und an der Kunsthochschule Berlin-Weißensee. Seit 2009 unterrichtet sie als Professorin in Theorie und Geschichte der Gestaltung an der Hochschule für Künste Bremen. Als Kunst- und Kulturwissenschaftlerin forscht sie über die Kulturen des Ästhetischen in Kunst, Design und Alltag, insbesondere zur Designgeschichte von Produkt-, Mode- und Grafikdesign, zu Fotografie und Film, Bild- und Medientheorie.

## Publikationen
- Urbild und fotografischer Blick. Diderot, Chardin und die Vorgeschichte der Fotografie im 18. Jahrhundert. Wilhelm Fink Verlag, München 2004, ISBN 3-7705-3974-5.
- Der schöne Körper: Mode und Kosmetik in Kunst und Gesellschaft, Böhlau Verlag, Köln 2008, ISBN 978-3-412-20242-2.
- Mit Gerald Schröder und Änne Söll (Hrsg.): Coolness. Zur Ästhetik einer kulturellen Strategie und Attitüde. Transcript Verlag, Bielefeld 2010, ISBN 978-3-8376-1158-8.
- Mit Michael Glasmeier (Hrsg.): Kunst und Design. Eine Affäre. Textem Verlag, Hamburg 2012, ISBN 978-3-86485-024-0.
- Mit Bianca Holtschke (Hrsg.): Piktogrammatik. Grafisches Gestalten als Weltwissen und Bilderordnung. Transcript Verlag, Bielefeld 2021, ISBN 978-3-8376-5743-2.